# Condado de Reagan
O Condado de Reagan é um dos 254 condados do Estado americano do Texas. A sede do condado é Big Lake, e sua maior cidade é Big Lake.
O condado possui uma área de 3 046 km² (dos quais 1 km² estão cobertos por água), uma população de 3 326 habitantes, e uma densidade populacional de 1 hab/km² (segundo o censo nacional de 2000).
O condado foi fundado em 1903.